# Eugenio Izecksohn
Eugenio Izecksohn fue un herpetólogo brasileño (Río de Janeiro, 14/05/1932 – 03/06/2013).
Aunque ingeniero agrónomo dedicó su vida a la zoología, especialmente de anfibios e insectos, siendo el autor de "dos géneros (Xenohyla y Psyllophrine) y 32 especies animales".

## Epónimos
Por orden alfabético:
- Aplastodiscus eugenioi (Carvalho-e-Silva & Carvalho-e-Silva, 2005)
- Bokermannohyla izecksohni (Jim & Caramaschi, 1979)
- Brachycephalus izecksohni Ribeiro, Alves, Haddad & Reis, 2005
- Crossodactylodes izecksohni Peixoto, 1983
- Cycloramphus izecksohni Heyer, 1983
- Ischnocnema izecksohni (Caramaschi & Kisteumacher, 1989)
- Izecksohnopilio eugenioi H. Soares, 1977
- Myotis izecksohni Moratelli, Peracchi, Dias & Oliveira, 2011
- Proceratophrys izecksohni Dias, Amaro, Carvalho-e-Silva & Rodrigues, 2013
- Pseudoproleptus izecksohni (Fabio, 1982)
- Xenohyla eugenioi Caramaschi, 1998
- Xenurolebias izecksohni (Cruz, 1983)

## Taxones descritos por él
Por orden cronológico:
- Anfibios:
  - Hyla truncata Izeckson, 1959 (= Xenohyla truncata) (Hylidae)
  - Physalaemus soaresi Izecksohn, 1965 (Leptodactylidae)
  - Dendrophryniscus leucomystax Izecksohn, 1968 (Bufonidae)
  - Psyllophrine didactyla Izecksohn, 1971 (= Brachycephalus didactylus) (Brachycephalidae)
  - Leptodactylus marambaiae Izecksohn, 1976 (Leptodactylidae)
  - Phyllomedusa marginata Izecksohn & Cruz, 1976 (= Phrynomedusa marginata) (Hylidae)
  - Pipa arrabali Izecksohn, 1976 (Pipidae)
  - Proceratophrys laticeps Izecksohn & Peixoto, 1981 (Odontophrynidae)
  - Zachaenus carvalhoi Izecksohn, 1983 (Cyclorhamphidae)
  - Megaelosia lutzae Izecksohn & Gouvêa, 1987 (Hylodidae)
  - Euparkerella cochranae Izecksohn, 1988 (Craugastoridae)
  - Euparkerella robusta Izecksohn, 1988 (Craugastoridae)
  - Euparkerella tridactyla Izecksohn, 1988 (Craugastoridae)
  - Dendrophryniscus berthalutzae Izecksohn, 1994 (Bufonidae)
  - Dendrophryniscus bokermanni Izecksohn, 1994 (= Amazophrynella bokermanni) (Bufonidae)
  - Dendrophryniscus carvalhoi Izecksohn, 1994 (Bufonidae)
  - Dendrophryniscus stawiarskyi Izecksohn, 1994 (Bufonidae)
  - Chiasmocleis atlantica Cruz, Caramaschi & Izecksohn, 1997 (Microhylidae)
  - Chiasmocleis capixaba Cruz, Caramaschi & Izecksohn, 1997 (Microhylidae)
  - Chiasmocleis carvalhoi Cruz, Caramaschi & Izecksohn, 1997 (Microhylidae)
  - Proceratophrys phyllostomus Izecksohn, Cruz & Peixoto, 1999 (Odontophrynidae)
  - Proceratophrys subguttata Izecksohn, Cruz & Peixoto, 1999 (Odontophrynidae)
  - Hyla studerae Carvalho-e-Silva, Carvalho-e-Silva & Izecksohn, 2003 (= Dendropsophus studerae) (Hylidae)
  - Proceratophrys paviotii Izecksohn Cruz, Prado & Peixoto, 2005 (Odontophrynidae)
  - Gastrotheca megacephala Izecksohn, Carvalho-e-Silva & Izecksohn, 2009 (Hemiphractidae)
  - Dendrophryniscus organensis Carvalho-e-Silva, Mongin, Izecksohn & Carvalho-e-Silva, 2010 (Bufonidae)
  - Brachycephalus margaritatus Pombal & Izecksohn, 2011 (Brachycephalidae)
- Insectos:
  - Ulocerus albiornatus Izecksohn, 1962 (Brentidae)
  - Ulocerus urocerophorus Izecksohn, 1963 (Brentidae)
  - Ulocerus fasciatus Izecksohn, 1963 (Brentidae)
  - Ulocerus longirostris Izecksohn, 1963 (Brentidae)

## Abreviatura (zoología)
La abreviatura Izecksohn  se emplea para indicar a Eugenio Izecksohn como autoridad en la descripción y taxonomía en zoología.

- Datos: Q3059609
- Especies: Eugênio Izecksohn